# Chignon
Chignon (egentlig "nakke") er det opsatte nakkehår. Denne frisure af falsk hår anvendtes af damerne ved kong Henrik III's hof og fandt i forbindelse med pudring udbredt anvendelse i det 18. århundrede. I tiden omkring 1760 kom de meget høje damefrisurer på mode. De måtte bygges op som parykker og fik derfor navnet chignon. Under den første franske republik bar incroyablerne (modeherrerne) nakkehåret sat op på issen med en krumkam. Det var en efterligning af de dødsdømtes frisurer på vej til guillotinen. Chignon kom atter i damemoden ca. 1860, og til den benyttedes altid fremmed hår.